# Ruta Nacional 380 (Japón)
La Ruta Nacional 380 (国道380号 Kokudō 380-gō?), es una ruta que se extiende entre la Ciudad de Yawatahama y el Pueblo de Kumakogen del Distrito de Kamiukena, ambas en la Prefectura de Ehime. 

## Características
En el límite entre lo que fueron los pueblos de Oda (en la actualidad parte del Pueblo de Uchiko) y Kuma (en la actualidad parte del Pueblo de Kumakogen), se encuentra el Paso de Mayumi (真弓峠 Mayumi-tōge?). En el tramo que atraviesa este paso y, principalmente del lado de lo que fue el Pueblo de Oda, la ruta es angosta y con curvas muy cerradas, aunque también es cierto que se están realizando obras de mejora. En cambio, del lado de lo que fue el Pueblo de Kuma, es un tramo fácil de transitar.

## Detalles
- Distancia total: 66,9 km
- Punto de Inicio: Ciudad de Yawatahama (cruce con las rutas nacionales 197 y 378).
- Punto Final: Pueblo de Kumakogen del Distrito de Kamiukena (cruce con la Ruta Nacional 33.

## Historia
- 1975: es designada como Ruta Nacional 380.

## Tramos compartidos
- desde su inicio en la Ciudad de Yawatahama hasta el distrito Kitatada (北只?) de la Ciudad de Oozu, ambas en la Prefectura de Ehime. Tramo compartido con la Ruta Nacional 197.
- desde el distrito Kitatada de la Ciudad de Oozu hasta el distrito Uchiko (内子?) del Pueblo de Uchiko del Distrito de Kita, ambas en la Prefectura de Ehime. Tramo compartido con la Ruta Nacional 56.
- desde el distrito Uchiko hasta el distrito Yoshinogawa (吉野川?), ambas del Pueblo de Uchiko del Distrito de Kita en la Prefectura de Ehime. Tramo compartido con la Ruta Nacional 379.

## Localidades que atraviesa
- Prefectura de Ehime
  - Ciudad de Yawatahama
  - Pueblo de Uchiko (Distrito de Kita)
  - Pueblo de Kumakogen (Distrito de Kamiukena)

- Datos: Q6157396
- Multimedia: Route 380 (Japan) / Q6157396